# Mike McIntyre

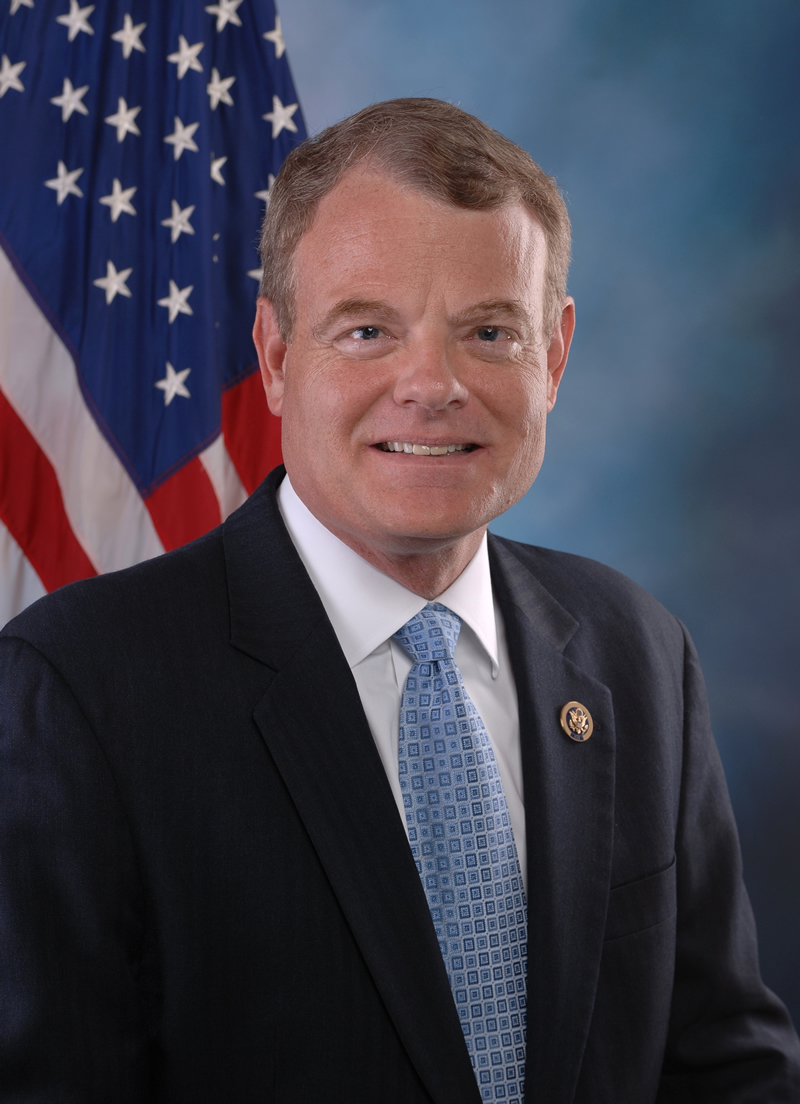
Mike McIntyre (2012)

Douglas Carmichael „Mike“ McIntyre (* 6. August 1956 in Lumberton, Robeson County, North Carolina) ist ein US-amerikanischer Politiker. Von 1997 bis 2015 vertrat er den Bundesstaat North Carolina im US-Repräsentantenhaus.

## Werdegang
Mike McIntyre besuchte bis 1974 die Lumberton High School und studierte danach an der University of North Carolina in Chapel Hill. Nach einem anschließenden Jurastudium an der gleichen Universität und seiner im Jahr 1981 erfolgten Zulassung als Rechtsanwalt begann er in seinem neuen Beruf zu arbeiten. Gleichzeitig schlug er als Mitglied der Demokratischen Partei eine politische Laufbahn ein. Im Jahr 1980 war er Delegierter zur Democratic National Convention, auf der US-Präsident Jimmy Carter zur Wiederwahl nominiert wurde. Von 1987 bis 1989 war er Mitglied der Jugendkommission seines Staates, danach wirkte er bis 1991 in der Familienkommission mit.
Bei den Kongresswahlen des Jahres 1996 wurde McIntyre im siebten Wahlbezirk von North Carolina in das US-Repräsentantenhaus in Washington, D.C. gewählt, wo er am 3. Januar 1997 die Nachfolge von Charlie Rose antrat. Nach acht Wiederwahlen konnte er sein Mandat im Kongress bis zum 3. Januar 2015 ausüben. Entgegen dem Bundestrend zu Gunsten der Republikanischen Partei wurde er auch bei den Wahlen des Jahres 2010 bestätigt. Er setzte sich mit 53,7 Prozent der Stimmen gegen Ilario Pantano durch. Im Jahr 2014 verzichtete er auf eine erneute Kandidatur. McIntyre war Mitglied im Landwirtschaftsausschuss, im Streitkräfteausschuss und im Ausschuss für Sicherheit und Zusammenarbeit in Europa sowie in vier Unterausschüssen. Im Januar 2011 war er einer von drei demokratischen Abgeordneten, die für die Aufhebung der im Vorjahr verabschiedeten Gesundheitsreform stimmten.